# Casa Manuel (Llívia)
La Casa Manuel és una obra de Llívia (Baixa Cerdanya) inclosa a l'Inventari del Patrimoni Arquitectònic de Catalunya.

## Descripció
Una portalada separa l'exterior de la gran era. La casa fa angle i per sota la porxada es pot comunicar a les diferents dependències. Les diferents construccions segueixen la tradicional disposició del mas cerdà, amb la casa, el badiu, la pallissa i els estables al voltant de l'era. La casa està construïda per la planta baixa i dos pisos. La façana està recolzada sobre pilars de pedra, configurant una porxada. La balconada té uns puntuals verticals de fusta, que reposen sobre els pilars de pedra per sostenir la volada i fer de suport a la balconada. La barana del primer pis és de balustres senzills, la del segon, són bellament tornejats.